# Patrick Mathijssen
Patrick Mathijssen is een personage uit de Vlaamse ziekenhuisserie Spoed dat werd gespeeld door Kurt Vergult. Hij was een vast personage van 2004 tot 2005.

## Personage
Patrick Mathijssen volgt Ben De Man op als urgentiearts in het team van Luc Gijsbrecht. Hij is een uitstekende arts, is gelukkig getrouwd en heeft twee kinderen.
Wanneer Patrick te horen krijgt dat zijn zoontje Sam aan leukemie lijdt, is hij daar het hart van in. Gelukkig kan Sam succesvol behandeld worden.

### Vertrek
Patrick wordt diensthoofd in het AZ van Brugge tussen seizoenen 7 en 8. Aan het begin van seizoen 8 komt hij zijn ex-collega's op de spoeddienst wel nog eens bezoeken. Intussen is zijn opvolger Koen Laenen al aan de slag gegaan.

## Familie
- Loeka Mathijssen (dochter met Kitty)
- Sam Mathijssen (zoon met Kitty)
- Kitty (echtgenote)